# Роман і Франческа
«Роман і Франческа» (рос. «Роман и Франческа») — український радянський художній фільм 1960 року. За висловлюванням авторів: сучасна казка з народних уст.

## Сюжет
1941 рік. Радянський торговий корабель «Тарас Шевченко» прибув до іноземного порту. Моряк Роман (Павло Морозенко) почув спів Франчески (Людмила Гурченко) і закохався. Але розпочалася війна і розлучила закоханих. Через багато років корабель з Романом на борту причалює в тому самому порту …

## Акторський склад
- Павло Морозенко — Роман
- Людмила Гурченко — Франческа
- Анатолій Скибенко — Данте Аліг'єрі і Антоніо
- Михайло Задніпровський — боцман
- Софія Карамаш — тітка Марія
- Сергій Петров — вчитель співів
- М. Журавльов — Альоша
- Лев Олевський — Джакомо
- Петро Вескляров — Чино
- Оля Машек — Веріна
- Микола Рушковський — Карліно
- Тетяна Бестаєва — Лючина
- Олексій Смирнов — гер Фріц
- В епізодах: А. Бокучава, М. Гвалія, С. Гуменюк, Петро Довгаль, Кеті Долідзе, Натан Масхуліа, Наталя Наум, Ольга Ножкина, Г. Почхуа та ін.

## Знімальна група
- Режисер-постановник: Володимир Денисенко
- Сценарист: Олександр Ільченко
- Текст пісень Дмитра Павличка
- Оператор-постановник: Франціск Семянников
- Режисер: Анатолій Буковський
- Художник-постановник: Олексій Бобровников
- Художник по костюмах: Катерина Гаккебуш
- Художник-гример: М. Лосєв
- Комбіновані зйомки: художник — С. Старов
- Композитор: Олександр Білаш
- Звукооператор: Юрій Горецький
- Монтажер: Варвара Бондіна
- Редактор: Ніна Лучина
- Консультанти: Ю. Волков, А. Тарасов
- Державний симфонічний оркестр УРСР, диригент: Веніамін Тольба
- Директор картини: А. Демченко